# Jan X (biskup Lubeki)
Jan (ur. 18 marca 1606 na zamku Gottorp, zm. 12 lutego 1655 r. w Eutin) – protestancki książę-biskup Lubeki od 1634 r.

## Życiorys
Jan był jednym z młodszych synów Jana Adolfa, księcia szlezwicko-holsztyńskiego na Gottorp i zarazem administratora arcybiskupstwa Bremy i biskupa Lubeki. Matką Jana była Augusta, córka króla duńskiego Fryderyka II. W 1631 r. został koadiutorem przy biskupie Lubeki, swym stryju Janu Fryderyku. Po śmierci tego ostatniego w 1634 r. został biskupem Lubeki. Brał udział w działaniach wojennych Gustawa II Adolfa w Niemczech. Zmarł w Eutin, którym władał od 1640 r. Jego następcą w Lubece został kolejny przedstawiciel Oldenburgów, jego bratanek Chrystian Albrecht.

## Rodzina
W 1640 r. poślubił Julianę Felicitas (1619–1661), córkę Juliusza Fryderyka z bocznej linii książąt Wirtembergii na Weitlingen. Małżeństwo nie było szczęśliwe. Para miała czworo dzieci:
- Chrystiana Augusta Sabina (1642–1650),
- Juliusz Adolf Fryderyk (1643–1644),
- Jan Juliusz Fryderyk (1646–1647),
- Jan August (1647–1686).